# Gens Pollia
La gens Pollia fu un'antichissima famiglia patrizia, esistente già ai tempi di Romolo, e probabilmente inclusa nelle cento gentes originarie ricordate dallo storico Tito Livio. Secondo Theodor Mommsen l'antichità di questa famiglia si deduce dal fatto che essa diede il nome ad una delle antiche Tribù Rustiche, l'omonima Tribù Pollia.
Poiché in epoca storica si trovano esponenti della Gens Pollia soltanto di ceto plebeo, il Mommsen ritiene che la famiglia patrizia originaria si fosse estinta precocemente, lasciando tuttavia il nome alla propria Tribù, divenuta nel 495 a.C. una delle prime 16 Tribù Rustiche.
Le notizie storiche relative alla Tribù Pollia sono piuttosto scarse: sappiamo che con la progressiva espansione di Roma a questa tribù vennero ascritti vari territori italici e provinciali oggetto di conquista, soprattutto dei Galli. Nell'Ager Gallicus troviamo le civitas di Aesis, Fanum Fortunae, Forum Sempronii, Ostra e Sena Gallica; varie località dell'Emilia come Claterna, Forum Cornelii, Mutina, Parma, Regium Lepidum, ma comprendeva anche una parte notevole della regione piemontese con Carreum Potentia, Forum Fulvii, Pollentia, Eporedia, Forum Germanorum, Hasta, Industria, e Vardacate.